# Proddatur
Proddatur ist eine Stadt im indischen Bundesstaat Andhra Pradesh. Die Stadt befindet sich am Ufer des Flusses Pennar.
Die Stadt ist Teil des Distrikt YSR. Proddatur hat den Status einer Municipality. Die Stadt ist in 29 Wards gegliedert.

## Demografie
Die Einwohnerzahl der Stadt liegt laut der Volkszählung von 2011 bei 163.970 und die der Metropolregion bei 217.786. Proddatur hat ein Geschlechterverhältnis von 1003 Frauen pro 1000 Männer und damit einen für Indien seltenen Frauenüberschuss. Die Alphabetisierungsrate lag bei 77,7 % im Jahr 2011. Knapp 73 % der Bevölkerung sind Hindus, ca. 24 % sind Muslime und ca. 3 % gehören einer anderen oder keiner Religion an. 8,7 % der Bevölkerung sind Kinder unter 6 Jahren.

## Infrastruktur
Die Stadt ist über einen eigenen Bahnhof und einen National Highway mit dem nationalen Schienen- bzw. Straßennetz verbunden.